# 2018年冬季残疾人奥林匹克运动会奥地利代表团
2018年冬季残疾人奥林匹克运动会奥地利代表团是奥地利派出的2018年冬季残疾人奥林匹克运动会代表团。获得2枚银牌和5枚铜牌。